# Micrurus lemniscatus carvalhoi
La coral de los campos (Micrurus lemniscatus carvalhoi) es una de las subespecies en que se divide la especie Micrurus lemniscatus del género Micrurus. Habita en sabanas del centro-este de América del Sur. 

## Distribución y hábitat
Habita en sabanas del Cerrado o con influencia de este bioma, desde Bahía por el nordeste y centro del Brasil, Paraguay, hasta el noreste de la Argentina, donde se la categoriza como amenazada, con una distribución restringida al norte de la mesopotamia en la provincia de Misiones, con 3 registros en departamentos del sur: Capital y Apóstoles, en ambientes de la ecorregión terrestre campos y malezales. También cuenta con un registro dudoso en Empedrado, Corrientes.

## Taxonomía
Descripción original
Este taxón fue descrito originalmente en el año 1967 por el herpetólogo letón Jánis Roze.

## Características
Es un ofidio de hábitos furtivos, pero con un potente veneno capaz de matar a un hombre adulto. Pero no posee la agresividad de otras serpientes ponzoñosas, por lo que los accidentes son muy raros. 